# Jason Sosa
Jason Sosa (* 10. März 1988 in Camden, New Jersey, USA) ist ein US-amerikanischer Profiboxer puerto-ricanischer Abstammung und ehemaliger WBA-Weltmeister im Superfedergewicht.

## Profikarriere
Jason Sosa wuchs bei seiner Mutter auf, hat zwei Schwestern und einen Bruder. Er begann erst im späten Alter von 21 Jahren mit dem Boxen, nachdem er zuvor andere Sportarten wie Basketball und Fußball ausgeübt hatte. Nach lediglich drei Amateurkämpfen mit einem Sieg und zwei Niederlagen, wechselte er 2009 ins Profilager. Seiner Unerfahrenheit musste er zu Beginn seiner Karriere noch Tribut zollen, als er in seinen ersten neun Aufbaukämpfen fünf Siege, drei Unentschieden und eine Niederlage einfuhr.
Seine folgenden 13 Kämpfe gewann er jedoch vorzeitig, darunter im August 2015 durch K. o. in der ersten Runde gegen Jerry Belmontes. Seinen bis dahin bedeutendsten Kampf bestritt er im Dezember 2015 gegen Nicholas Walters (Bilanz: 26-0, 21 K. o.) und erreichte ein Unentschieden über zehn Runden.
Am 24. Juni 2016 durfte er als Herausforderer um den WBA-Weltmeistertitel im Superfedergewicht boxen und schlug dabei den Titelträger Javier Fortuna (29-0, 21 K. o.) durch Technischen K. o. in der elften Runde. Seine erste Titelverteidigung gewann er am 12. November 2016 einstimmig nach Punkten gegen den Briten Stephen Smith (24-2). Der Kampf fand in Monte-Carlo statt.
Im Februar 2017 legte er seinen WBA-WM-Titel nieder und boxte am 8. April 2017 in Oxon Hill gegen Wassyl Lomatschenko um den WBO-Weltmeistertitel, verlor den Kampf aber vorzeitig. Im November 2017 verlor er zudem knapp nach Punkten gegen Yuriorkis Gamboa.
Am 2. November 2019 boxte er gegen Miguel Berchelt um den WBC-Weltmeistertitel im Superfedergewicht, verlor jedoch durch Knockout.
Laut Boxpromotionsfirma Top Rank Boxing gilt sein Kampfstil als „hard-hitting, all-action style“. Seine Trainingsstätte ist das Victory Boxing Gym in Cherry Hill, New Jersey.